# مبارزه در خلیج عدن
مبارزه در خلیج عدن یک بازی ویدئویی ایرانی در سبک تیراندازی اول شخص و اولین بازی ویدئویی ارتش جمهوری اسلامی ایران محسوب می‌شود، که توسط مؤسسه رسانه پرداز آمیتیس تهیه شده‌است که در تاریخ یکشنبه ۲۱ خرداد ۱۳۹۱ از آن رونمایی صورت گرفت. در این بازی که در ۷ مرحله طراحی و تولید شده‌است بازیباز در نقش یکی از تکاوران نیروی دریایی ارتش ایران به جنگ با دزدان دریایی منطقه خلیج عدن می‌پردازد. این بازی اولین بار در اولین دوره نمایشگاه بازی‌های رایانه‌ای تهران واقع در برج میلاد به نمایش درآمد.
در سال ۱۳۹۹ تیم تولیدی بازی آن را بصورت رایگان برای دانلود مستقیم از روی اینترنت قرار داد، دلیل این اتفاق توقف سرویس‌دهی شرکتی بود که در فعال‌سازی قفل نرم‌افزاری نسخهٔ فیزیکی بازی نقش داشت.
در سال ۱۳۹۹ این بازی برای سیستم عامل اندروید پورت شد.

## داستان
داستان بازی روایتی است از نبرد تکاوران نیروی دریایی ارتش جمهوری اسلامی ایران در برابر دزدان دریایی منطقه خلیج عدن، که اقدام به ربودن کشتی‌ها و نفت کش‌های تجاری عبوری از این منطقه می‌کنند. بازی با ربوده‌شدن یک کشتی تجاری ایرانی آغاز می‌شود که سرنشینان و خدمه بی‌دفاع کشتی نیز در آن به قتل رسیده و گروگان گرفته می‌شوند.
از اینرو نیروی دریایی ارتش ایران با طرح‌ریزی عملیات شکار اره ماهی که لقب سرکرده دزدان دریایی این منطقه است، برای نجات خدمه و بازپس‌گیری کشتی ربوده شده وارد نبرد با دزدان دریایی خواهد شد و بازیباز در نقش یکی از تکاوران نیروی دریایی به همراه سایر تکاوران در این عملیات ایفای نقش خواهد کرد.
در مرحلهٔ نخست این بازی به نام لمس دلهره، بازیباز در نقش یکی از خدمه یک کشتی تجاری ایرانی ایفای نقش خواهد کرد که در پایان توسط دزدان دریایی کشته خواهد شد. در سایر مراحل بازی بازیکن در نقش ناوبان شفیعی در تیم عملیاتی فاتح حضور خواهد یافت.
تمرین، عملیات با قایق‌های تند رو و حمله به کمپ دزدان دریایی و در نهایت از پای درآوردن اره ماهی بخشی از مراحلی است که بازیباز در آن ایفای نقش خواهد کرد.

## نسخهٔ چندنفره
مبارزه در خلیج عدن: مدار ۱۰ درجه یک بازی شبکه چند نفره و آنلاین در سبک تیراندازی اول شخص است. این بازی ویدئویی توسط مؤسسه رسانه پرداز آمیتیس در سال ۱۳۹۲ تولید شده‌است.

## جایزه‌ها
- کسب عنوان دیپلم افتخار فنی سومین جشنواره بازی‌های رایانه‌ای تهران (برای بازی مبارزه در خلیج عدن: مدار ۱۰ درجه).[۸][۹][۱۰][۱۱][۱۲]
- دیپلم افتخار بهترین کارگردانی هنری دومین جشنواره بازی ویدئویی (برای بازی مبارزه در خلیج عدن).
- دیپلم افتخار بهترین صداگذاری دومین جشنواره بازی ویدئویی (برای بازی مبارزه در خلیج عدن).